# Версаче, Аллегра
Алле́гра Верса́че Бек (итал. Allegra Versace Beck; 30 июня 1986, Милан, Италия) — итальянская бизнесвумен. Главный акционер компании «Versace».

## Личная жизнь

### Семья
- Отец — Пол Бек, модель.
- Мать — Донателла Версаче, дизайнер.
- Брат — Дэниел Версаче Бек (род.1989).
- Дядя — Джанни Версаче (1946—1997), дизайнер.
- Дядя — Санто Версаче.

### Болезнь
В марте 2007 года мать Аллегры, Донателла Версаче, призналась, что её дочь лечилась от нервной анорексии.